# Sokotra-Zwergohreule
Die Sokotra-Zwergohreule (Otus socotranus) ist eine Eulenart aus der Gattung der Zwergohreulen. Sie ist endemisch auf der Insel Sokotra im Indischen Ozean.

## Beschreibung

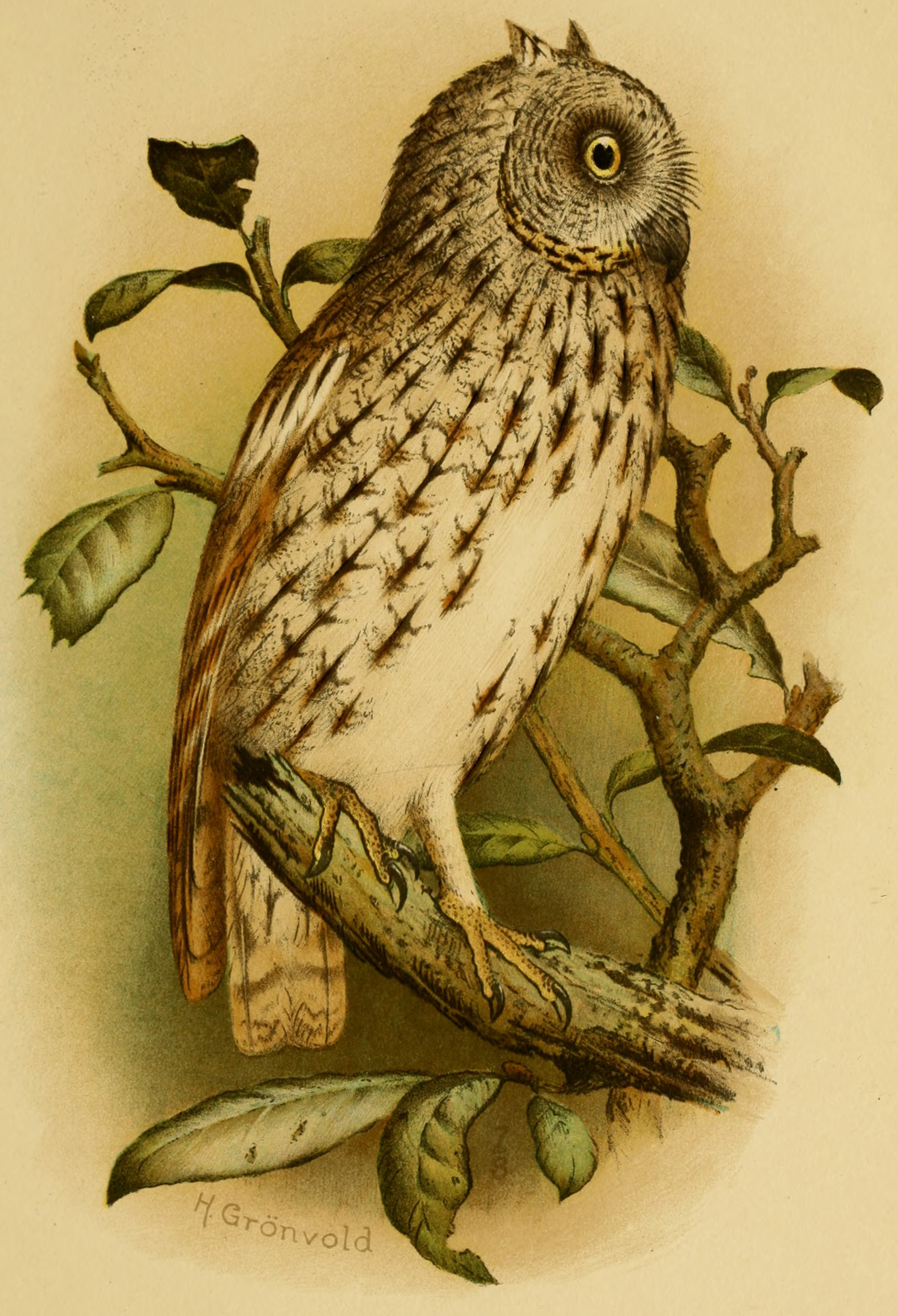
Sokotra-Zwergohreule, Illustration

Die winzige Eule erreicht eine Länge von 15 bis 16 Zentimetern und hat ein Gewicht von 64 bis 85 Gramm, wobei das Weibchen etwas schwerer ist als das Männchen. Die Federohren sind sehr kurz und selten sichtbar. Die Oberseite ist hell sandgrau mit auffälligen dunklen Flecken, Strichen und Kritzeln sowie einem ockergrauen Band auf den Schulterfedern, die Unterseite hell grau-sandfarben mit dunkleren Strichen und Kritzeln. Das ockergraue oder graubraune Gesicht ist von einem undeutlichen dunkleren Kragen gesäumt. Die Augen sind gelb, der Schnabel schwärzlich hornfarben, die Beine bis zum Ansatz der hell graubraunen Zehen befiedert.

## Lebensweise
Die Sokotra-Zwergohreule bewohnt Halbwüsten und felsige Landschaften mit eingestreuten Büschen und Bäumen. Zu ihren Beutetieren gehören Nachtfalter, Heuschrecken, Tausendfüßer und Eidechsen. Ihr Ruf ist eine Abfolge von drei oder vier Tönen, die an die Stimme der Orient-Zwergohreule (Otus sunia) erinnern.

## Systematische Stellung
Die endemisch auf der Insel Sokotra vorkommende Sokotra-Zwergohreule wurde früher als Unterart der Streifen-Zwergohreule (Otus brucei) oder der Afrika-Zwergohreule (Otus senegalensis) angesehen. Diese und alle anderen Otus-Arten der Region sind allerdings deutlich größer.